# 山蔭基央
山蔭 基央（やまかげ もとひさ、1925年〈大正14年〉3月11日 - 2013年〈平成25年〉7月4日）は、山蔭神道家第79世である。

## 略歴
1925年（大正14年）、岡山県に生まれる。 大東亜戦争中、「皇典講究所」にて学ぶ。途中肺炎にかかり、仮死状態の中で異次元世界を経験したとされる。回復後、「神道の修行」に入った。 
1947年（昭和22年）、中山忠徳の猶子となる。応神天皇以来伝承されている山蔭神道の哲理を学び、1949年（昭和24年）、「山蔭家第79世」になる。古神道の研究を行う。 1954年に文部大臣認証法人「山蔭神道」を興し、管長となる。1960年、亜細亜大学経済学部に入学し、近代経済学を研究する。
弟子にはオランダ人も含まれていた。

## 著書
- 『伊勢神宮の大豫言』
- 『日本神道の祕儀』
- 『神道入門・全5巻』
- 『己貴秘伝』
- 『ヨガと神道』
- 『日本の黎明：文化は自ら革新する』白馬出版、1982年9月1日。
- 『祈りと奇蹟』
- 『一靈四魂』
- 『ユダヤの世界支配戦略―見えざる世界政府の脅威』
- 『ユダヤの世界支配戦略〈PART2〉ユダヤの神は人類を救えない』
- 『ユダヤの世界支配戦略〈PART3〉―今、日本はユダヤに狙われている』
- 『世界最終戦争(マネーゲーム・ウォー)―ユダヤ・マネーにどう対抗するか』
- 『日本人なら知っておきたい 季節の慣習と伝統』